# 靈泉禪寺
25°06′59″N 121°45′51″E / 25.116303°N 121.764198°E
靈泉禪寺，是位於臺灣基隆市信義區智誠里的曹洞宗佛寺，為臺灣佛教四大法脈的月眉山派本山，附屬建築列為基隆市文化資產歷史建築。

## 歷史沿革

### 清治時期

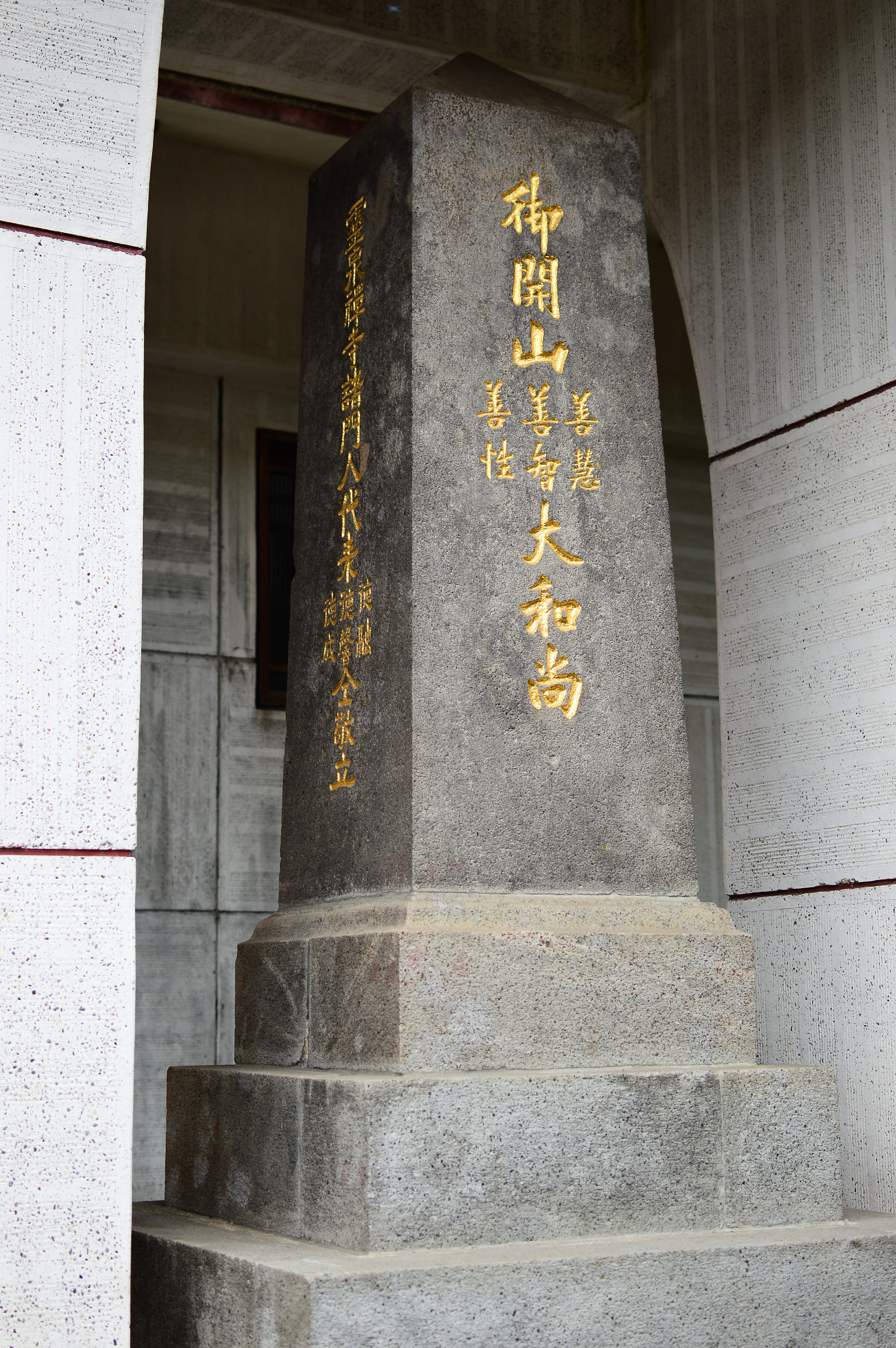
靈泉禪寺御開山大和尚碑

昔日此寺所在處是基隆經暖暖通往台北的要道，開山堂1891年成立，為俗名江雀的德緣尼師的父親與叔父所建，當時是文人雅士聚會重要場所。後面設有靈塔，相傳起初是收容未出嫁女子的靈骨。
開山堂旁邊有稱為「靈泉」的泉水，終年水湧不斷。

### 日治時期

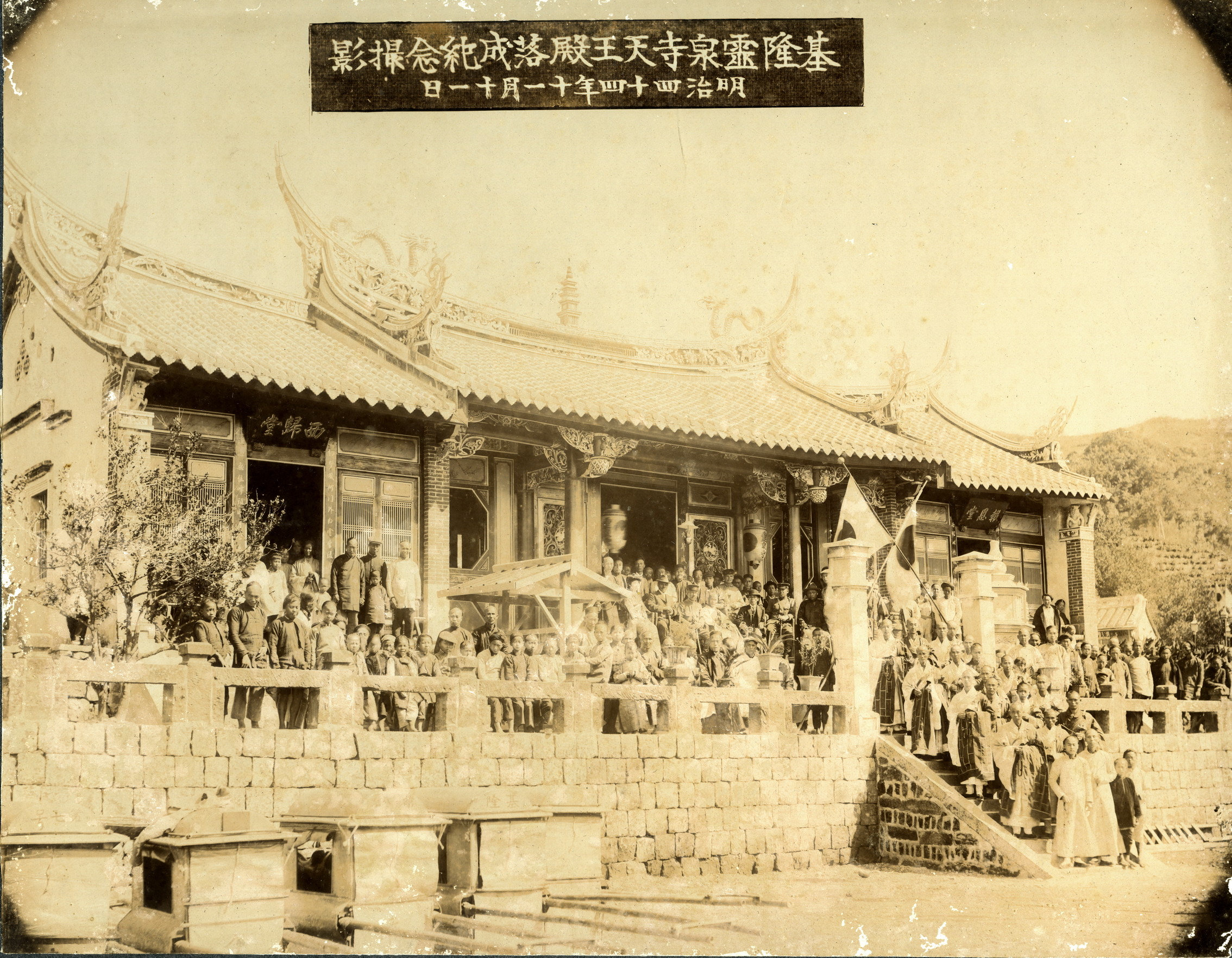
1911年落成的天王殿。

1900年，福州湧泉寺善智與妙密法師渡海來基隆奠濟宮宣教，因信眾眾多，由信徒林來發捐出月眉山大水窟菜園坡地一甲多建寺，次年動工。
在善慧法師的帶領下，陸續完成佛殿、禪堂等工程，建築係四合院式，前殿為奉祀彌勒菩薩、兩側配祀四大天王，正殿供奉本尊釋迦佛，並從緬甸迎來白玉佛像五尊，由福建名匠林起鳳師雕塑佛菩薩、十六尊者、護法諸天等聖像。1903年，開山祖善慧法師邀各方大德觀禮，由湧泉寺性進法師取名「靈泉寺」。此寺在日治時期為台灣佛教四大法脈之一，是北臺灣佛教的發祥寺廟之一。虛雲法師曾來此拜訪。民國六年太虛法師曾蒞臨參與盛會，並發表演說，內容如下:五蘊幻體從煩惱業緣生，煩惱業緣從無明妄想生，無明妄想從覺心轉動生，而本覺真心無所從生，故無所依住。 徹悟本心之無所依住，淨除諸念，猶如虛空。虛空無依無住，亦無虛空可為餘法依住，亦無少法能依虛空而住，則風輪亦以無所依故無所住，風輪且無所住，況水氣輪、地輪、人物之輾轉依風輪而住者乎？ 由是一切諸法，皆無所依住，以無所依住故，無住生心，生心無住；所謂一切法不生而般若生，般若生而一切法不生也。
佛教學者江燦騰在著作《二十世紀台灣佛教的轉型與發展中》，特別以靈泉寺的發展來說明日治時代的臺灣佛教。日本統治臺灣後，希望以臺灣和日本共同的佛教信仰來進行民族聯誼，甚至希望扶持臺灣本土佛教來影響中國佛教。當時臺灣的重心已轉移到北部，日本正也在興建基隆港以取代逐漸沒落的淡水港，混合中國叢林與日本寺院風格的靈泉禪寺就在此背景下興盛。當時靈泉寺得到日本政府的贊助，與日本曹洞宗建立合作關係，善慧法師大弟子德融，還是第一位前往日本研習佛法的臺灣僧侶。又有士紳許梓桑、顏雲年、辜顯榮的護持，成為臺灣佛教的重鎮，與全島一百多間佛教寺院和齋教齋堂都有連絡。

### 戰後時期

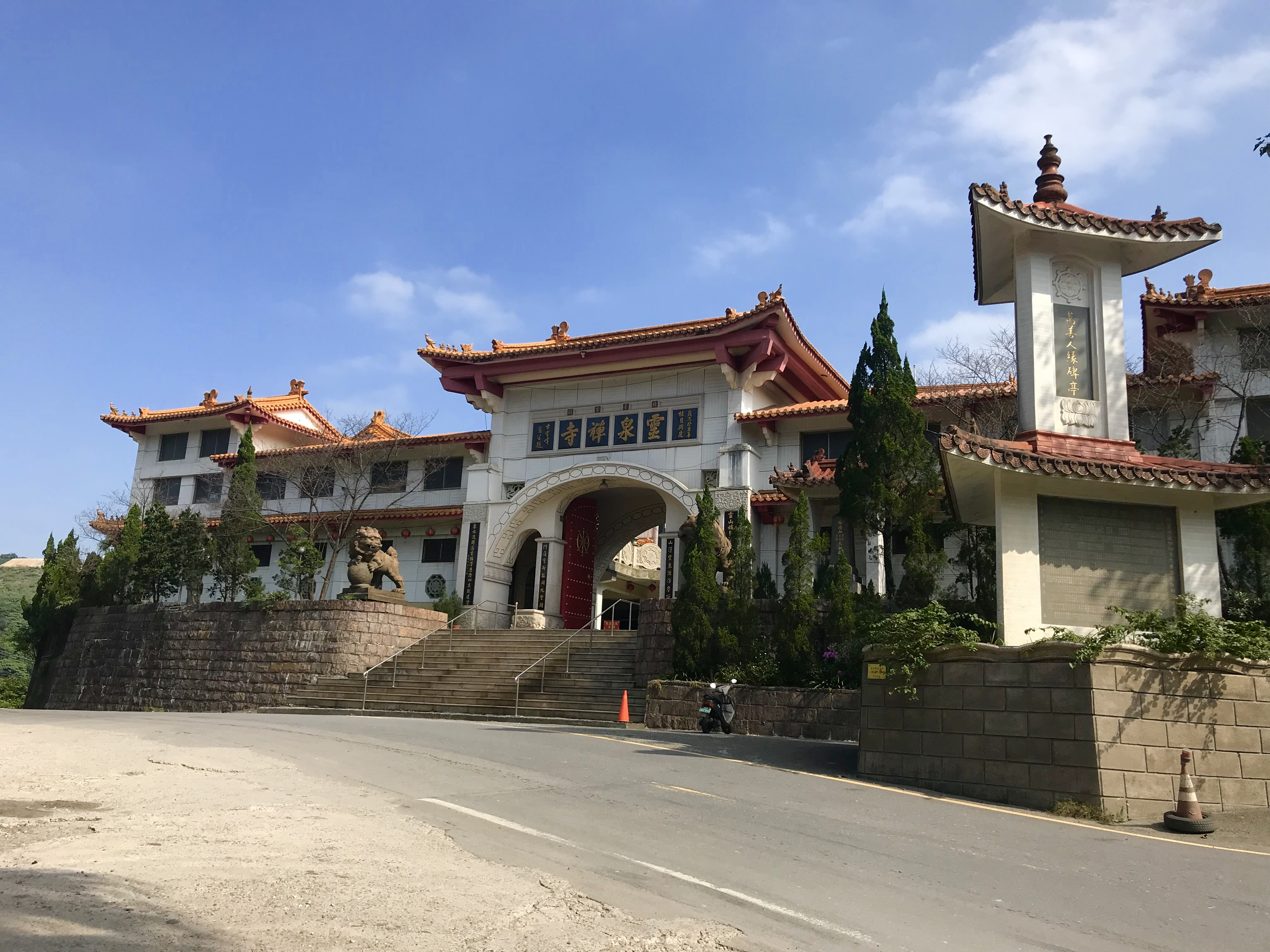
靈泉禪寺今貌

戰後初期，德緣尼師從上海回到開山堂繼續修佛，並在基隆市開設講堂。
靈泉寺當年興起的政治和地緣條件消失，加上與中國大陸來的僧侶有語言隔閡和理念不同的問題，逐漸沒落，直到晴虛法師就任後，力圖振興，整建寺貌。第四任晴虛法師開築汽車道路，將人行山路向四腳亭和台肥二廠方向各開築道路三公里長、八公尺寬，迄今仍為市民沿用。今寺址為基隆市信義區六和路1號，屬智誠里。　
林衡道曾可惜靈泉禪寺是仿照湧泉寺而建，但今日被翻修成水泥建築。2003年12月26日，基隆市立文化中心歷史建築物審查委員會，通過將靈泉禪寺附屬的開山堂列為歷史建築。2006年報導，台北科技大學建築系教授張崑振日前走訪後開山堂後面的靈泉三塔後，認為該些靈骨塔建築方式仿造印度佛塔，不僅在北臺灣僅見，全國廟宇也難得一見，建議一併納入歷史建築，予以保護。該年7月11日，文化局長楊桂杰表示將靈泉三塔登錄為歷史建築。
寺基境內所有權土地，計有二十六公頃，多屬林、山澗地段。國統集團總裁陳振豐曾向此寺簽約借地運土，租約到期卻拒絕還地，引起官司。

## 所屬古蹟

### 開山堂
開山堂為兩層磚造洋風式樣建築，樓板與屋架原為木構造，當前則更改為鋼梁，其格局四周迴廊，主入口大門位於東側，門柱與牆體柱飾一致。前院則豎立一塊捐助1940年所立之「皇紀二千六百年紀念昭和庚辰秋献納造路信徒芳名」名冊石碑。起初，該棟建築曾是地方文人雅士聚會之重要場所，日治後期則作為釋善慧駐錫禪房所使用，其圓寂後則改為主祀觀世音菩薩用途。
1990年代，開山堂內部木構因嚴重腐朽嚴重，加上空間規畫不敷需求，常住尼眾主導下進行大幅度內部整建工程，原有禪房、供佛空間則大規模改建，過往空間已不復見，近年則因建物老舊而封閉。

### 靈泉禪寺佛殿
靈泉禪寺佛殿共以一落和二落所組成格局，現今所見的佛殿為增改建而成，當前列為歷史建築的部分則為昭和7年(1932年)整修工程而建造的二落，平面呈現五開間，為前後各十一架楹抬樑式磚木混合構造，建築共分為玉佛殿、韋馱祠與禪房、伽藍殿與禪房，左右為走廊而成。朝外處供奉泥塑釋迦牟尼佛、迦葉尊者、阿難尊者等釋迦3尊像，體朝後門處供奉站姿阿彌陀佛像、坐姿准提佛祖像、十八羅漢像，此外左側水廊懸掛1塊鑄造於大正3年(1914年)的雲版，基隆市政府於2012年登錄為古物。
第1落始建於明治45年(1909年)，原有木構建築在戰後已顯老舊，最終在1974年至1977年間拆除改建，改建成1座2層樓的鋼筋混凝土建築。當前供奉彌勒尊佛坐像、韋馱尊天菩薩立像、四大天王坐像，為來自福州名匠林起鳳所塑造。

### 靈泉三塔
靈泉三塔位址在靈泉禪寺與開山堂之間，建築組群由外埕、內埕及塔所構成，周遭設施則有兩座石燈籠及一座石牌坊，建築初建為一層樓，在二戰後因室內塔位不足而更改為兩層樓，並增設樓梯及月台，同時增建拜亭，形成供佛、祭拜先人之主要設施。
其中三塔頂版則是以仿造印度佛塔風格，由正方寶塔（開山塔）、東寶座（優婆塞夷同塔）、西蓮台（報恩父母塔）構成。內部塔位則設置階梯狀平臺，皆安放舍利靈骨的位置。塔池下方正中心有一綠釉花磚，均由紅磚疊砌而成。

## 外部連結
- 官方网站
- 靈泉禪寺雲板-文化部文化資產局
- 靈泉禪寺開山堂-文化部文化資產局 （页面存档备份，存于）
- 靈泉禪寺佛殿-文化部文化資產局 （页面存档备份，存于）